# Arquidiócesis de Tuam
La arquidiócesis de Tuam (en latín: Archidioecesis Tuamensis, en inglés: Roman Catholic Archdiocese of Tuam y en irlandés: Ard-Deoise Thuama) es una circunscripción eclesiástica de la Iglesia católica en Irlanda. Se trata de una arquidiócesis latina, sede metropolitana de la provincia eclesiástica de Tuam. Desde el 10 de noviembre de 2021 su arzobispo es Francis Duffy.

## Territorio y organización

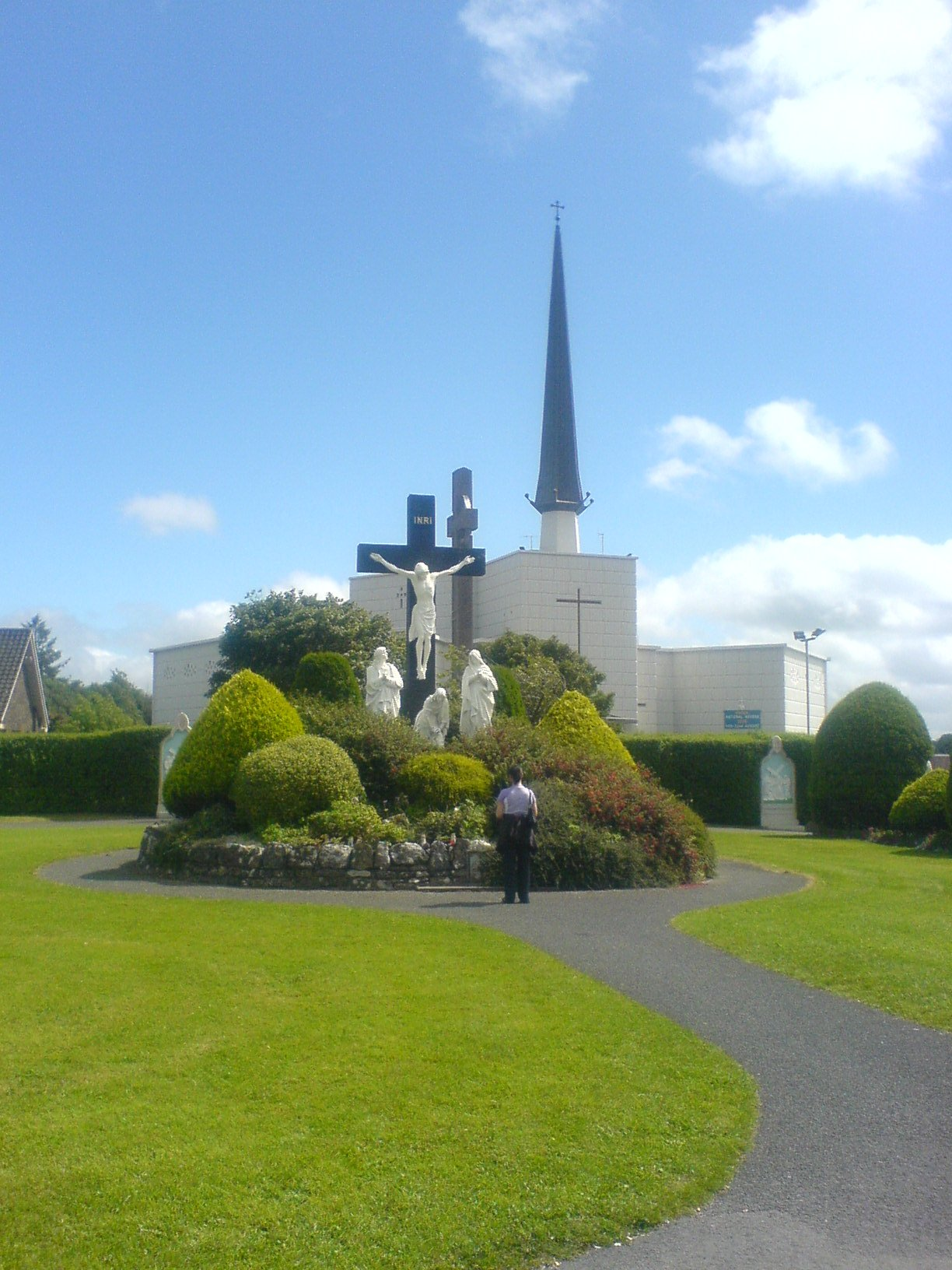
Basílica y santuario mariano, en Knock

La arquidiócesis tiene 5676 km² y extiende su jurisdicción sobre los fieles católicos de rito latino residentes en la mitad de los condados de Galway y de Mayo, además de una pequeña parte del condado de Roscommon. Abarca desde el río Shannon al oeste hasta el mar y por extensión es la circunscripción eclesiástica católica más grande de Irlanda. La porción de Kilmeen de la parroquia de Leitrim está rodeada por la diócesis de Clonfert. La parroquia de Moore está rodeada por las diócesis de Clonfert, Ardagh y Clonmacnoise y Elphin e incluye un exclave de Clonfert. 

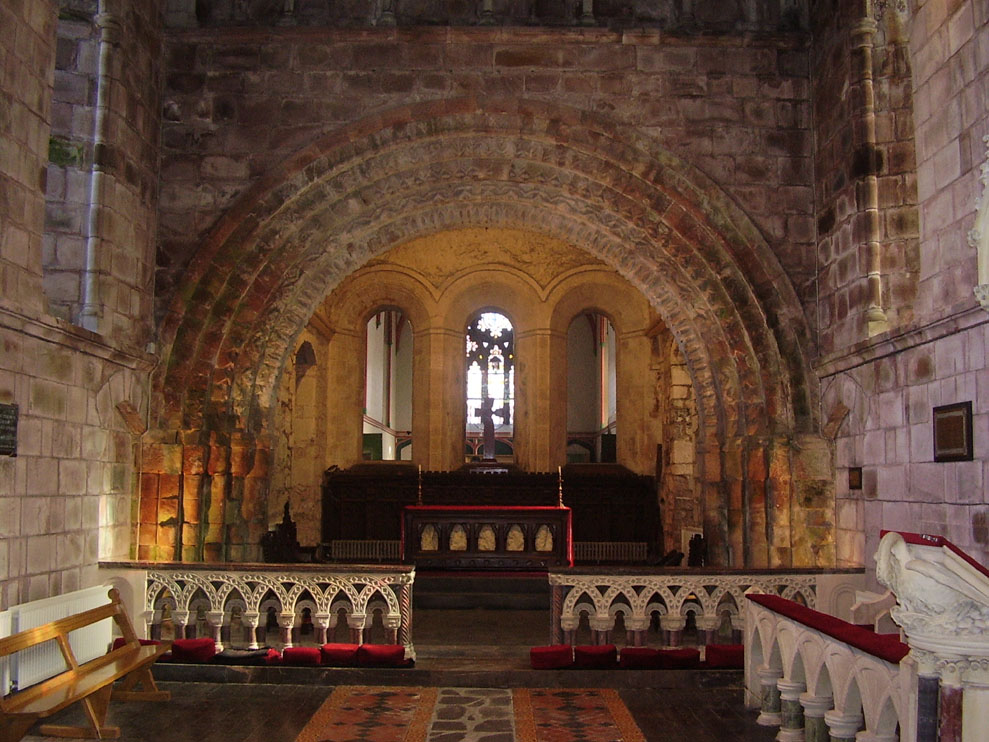
Catedral de Santa María, que desde la Reforma anglicana en el pertenece a la Iglesia de Irlanda

La sede de la arquidiócesis se encuentra en la ciudad de Tuam, en donde se halla la Catedral de la Asunción de la Santísima Virgen María y la Catedral de Santa María, que desde la Reforma anglicana en el siglo XVI pertenece a la Iglesia de Irlanda. En Knock se encuentra el lugar de peregrinaje más visitado de la isla: la basílica de Nuestra de Knock.
La arquidiócesis tiene como sufragáneas a las diócesis de: Achonry, Clonfert, Elphin, Galway y Kilmacduagh y Killala.
En 2022 en la arquidiócesis existían 56 parroquias agrupadas en 8 decanatos.

## Historia
La diócesis de Tuam fue erigida en el primer cuarto del siglo VI, después de que san Patricio hubiera evangelizado el territorio en el siglo anterior. Originalmente, la diócesis comprendía solo una parte de la diócesis actual y era monástica, como las otras sedes irlandesas de la época.
En 1111 el Sínodo de Ráth Breasail marcó la transición a una jurisdicción diocesana siguiendo el modelo del continente europeo, sin embargo, el legado de la jurisdicción monástica sobrevivió en este rincón de Irlanda incluso en el siguiente Sínodo de Kells en 1152, en el que se elevó la diócesis de Tuam al rango de arquidiócesis metropolitana, debido principalmente a la importancia política de la ciudad como sede del rey de Connacht Ruaidrí Ua Conchobair que impuso su supremacía sobre toda Irlanda. El Sínodo de Kells suprimió la diócesis de Cong, cuyo territorio se incorporó a la arquidiócesis de Tuam.
La diócesis de Enachdune (hoy Annaghdown) no mencionada en el Sínodo de Ráth Breasail, fue reconocida en cambio por el Sínodo de Kells. De 1253 a 1306 se suprimió la sede y se unió su territorio con la arquidiócesis de Tuam. En 1306 el deán y el capítulo de Enachdune eligieron al obispo Gilbert sin obtener el permiso previo del rey y a pesar de que la sede fue suprimida. El arzobispo de Tuam apeló a la Santa Sede, pero el obispo Gilbert, ya consagrado, permaneció en el cargo. Los arzobispos de Tuam intentaron durante unos 250 años imponer su jurisdicción sobre la abadía de Annaghdown y sobre las parroquias en cuestión, chocando con los abades que intentaban mantener su independencia. En 1484 las reclamaciones de los abades encontraron un resultado con la erección de la custodia de Galway, una jurisdicción cuasi-episcopal, que fue abolida en 1830 a favor de la erección de la diócesis de Galway (hoy diócesis de Galway y Kilmacduagh).
Entre los siglos XII y XIII los arzobispos de Tuam rechazaron las pretensiones de los arzobispos de Armagh sobre las iglesias fundadas por san Patricio en la arquidiócesis de Tuam, en una disputa que terminó en 1211. A su vez, los arzobispos de Tuam reclamaron el poder metropolitano sobre las diócesis de Ardagh y Kilmore, pero en 1235 el papa Gregorio IX resolvió la disputa a favor de Armagh.
En la segunda mitad del siglo XIII la sede del obispado fue durante algún tiempo la ciudad de Athlone.
En el momento de la Reforma protestante de 1534 realizada por el rey Enrique VIII de Inglaterra la arquidiócesis estaba encabezada por Christopher Bodykin, quien mantuvo una actitud prudente y no fue perseguido por las autoridades. En efecto, en 1558 pudo realizar una visita pastoral, cuyas actas proporcionan preciosos indicios históricos. Sus sucesores, Nicholas Skerret y Miler O'Higgens, se vieron obligados a exiliarse: el primero murió en Lisboa y el segundo en Amberes. La sucesión anglicana continuó con el nombramiento del arzobispo William O'Mullally el 11 de noviembre de 1572, hasta que en 1839 fue fusionada en la diócesis de Tuam, Killala y Achonry, que desde 2022 es parte de la diócesis de Tuam, Limerick y Killaloe de la Iglesia de Irlanda.
En 1631 la diócesis de Mayo, que ya había sido formalmente suprimida en 1202, pero cuyos obispos habían sido nombrados durante siglos, fue definitivamente suprimida y unida a la arquidiócesis de Tuam. A su vez, la diócesis de Mayo incluía la antigua sede monástica de Aghagower, que no había sobrevivido a la reorganización de las diócesis irlandesas del siglo XII.
En el siglo XVII destaca por su patriotismo la figura del arzobispo Malachy O'Queely, que quiso encabezar el ejército durante las rebeliones irlandesas de 1642-1645, encontrando su muerte en batalla.
Esta parte de Irlanda fue la que más sufrió durante la Gran hambruna irlandesa de la década de 1840. Durante este período, los protestantes intentaron convertir a los católicos ofreciendo alimentos a las familias que enviaban a sus hijos a sus escuelas. A pesar de la gran pobreza, muchos católicos rechazaron la oferta para mantener su fe. En general, durante el siglo XIX la arquidiócesis logró dotarse de nuevas iglesias y nuevas escuelas y al mismo tiempo se dedicó a combatir algunos flagelos sociales, como el alcoholismo y la delincuencia.

## Estadísticas
Según el Anuario Pontificio 2023 la arquidiócesis tenía a fines de 2022 un total de 145 312 fieles bautizados.
| Año                                                                             | Población | Población | Población      | Sacerdotes | Sacerdotes | Sacerdotes | Católicos por sacerdote | Diáconos permanentes | Religiosos | Religiosos | Parroquias y cuasiparroquias |
| Año                                                                             | Católicos | Total     | % de católicos | Total      | Diocesanos | Regulares  | Católicos por sacerdote | Diáconos permanentes | Masculinos | Femeninos  | Parroquias y cuasiparroquias |
| ------------------------------------------------------------------------------- | --------- | --------- | -------------- | ---------- | ---------- | ---------- | ----------------------- | -------------------- | ---------- | ---------- | ---------------------------- |
| 1950                                                                            | 154 000   | 157 000   | 98.1           | 197        | 176        | 21         | 781                     |                      | 75         | 217        | 56                           |
| 1970                                                                            | 113 199   | 113 314   | 99.9           | 200        | 180        | 20         | 565                     |                      | 137        | 535        | 56                           |
| 1980                                                                            | 114 900   | 117 000   | 98.2           | 185        | 169        | 16         | 621                     |                      | 105        | 455        | 56                           |
| 1990                                                                            | 123 100   | 124 300   | 99.0           | 185        | 160        | 25         | 665                     |                      | 68         | 392        | 56                           |
| 1999                                                                            | 118 974   | 120 124   | 99.0           | 156        | 136        | 20         | 762                     |                      | 55         | 347        | 56                           |
| 2000                                                                            | 118 102   | 119 582   | 98.8           | 160        | 142        | 18         | 738                     |                      | 48         | 320        | 56                           |
| 2001                                                                            | 118 719   | 120 339   | 98.7           | 155        | 137        | 18         | 765                     |                      | 46         | 308        | 56                           |
| 2002                                                                            | 119 614   | 121 442   | 98.5           | 153        | 138        | 15         | 781                     |                      | 38         | 287        | 56                           |
| 2003                                                                            | 120 602   | 122 043   | 98.8           | 149        | 137        | 12         | 809                     |                      | 33         | 283        | 56                           |
| 2004                                                                            | 120 324   | 121 898   | 98.7           | 141        | 131        | 10         | 853                     |                      | 28         | 272        | 56                           |
| 2010                                                                            | 121 709   | 124 012   | 98.1           | 123        | 114        | 9          | 989                     |                      | 23         | 211        | 56                           |
| 2014                                                                            | 143 411   | 159 378   | 90.0           | 109        | 103        | 6          | 1315                    |                      | 15         | 187        | 56                           |
| 2017                                                                            | 130 800   | 134 000   | 97.6           | 105        | 102        | 3          | 1245                    |                      | 18         | 187        | 56                           |
| 2020                                                                            | 143 786   | 157 201   | 91.5           | 96         | 91         | 5          | 1497                    |                      | 18         | 181        | 56                           |
| 2022                                                                            | 145 312   | 159 995   | 90.8           | 96         | 90         | 6          | 1513                    | 3                    | 17         | 162        | 56                           |
| Fuente: Catholic-Hierarchy, que a su vez toma los datos del Anuario Pontificio. |           |           |                |            |            |            |                         |                      |            |            |                              |

## Episcopologio

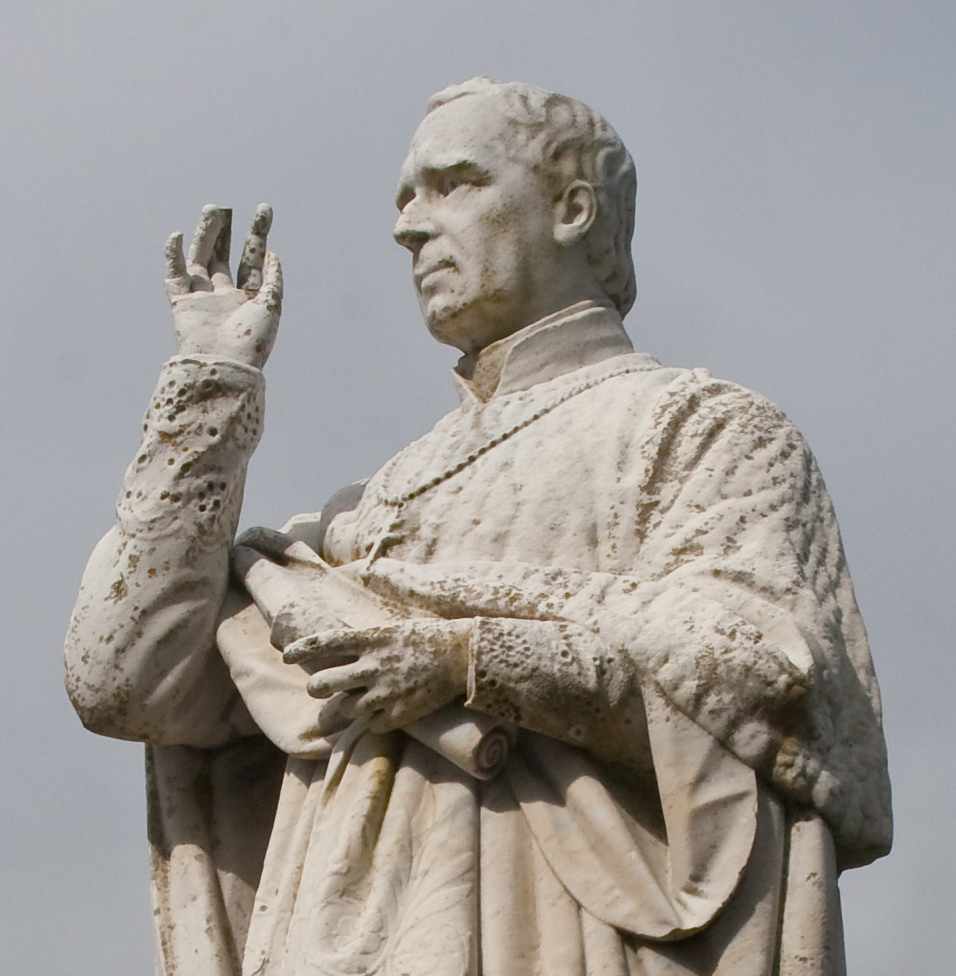
Estatua de John MacHale, arzobispo de 1834 a 1881, en la catedral de Tuam

- San Iarlath † (circa 501-circa 540 falleció)
- Ferdomuach † (?-781 falleció)
- Eugene MacCleric † (?-969 falleció)
- Murchad O'Nioc † (?-1033 falleció)
- Edan O'Hoisin I † (?-1085 falleció)
- Ercal O'Maelomair † (?-1086 falleció)
- Cormac O'Carroll † (?-1091 falleció)
- Cathasach O'Conail † (?-1117 falleció)
- Murchad O'Nioc † (?-1128 falleció)
- Donald O'Dubhai † (?-17 de marzo de 1136 falleció)
- Maurice O'Dubhai † (antes de 1144-1150 falleció)
- Edan O'Hoisin II † (1150-1161 falleció)
- Catholicus O'Dubhai † (1161-1201 falleció)
- Felix O'Ruadan, O.Cist. † (1201-23 de marzo o 1 de abril de 1233 renunció)
- Marian O'Loughnan † (1235-24 de diciembre de 1249 falleció)
- Florence MacFlynn † (25 de diciembre de 1250 consagrado-1256 falleció)
- Gualtiero de Salerno † (29 de mayo de 1257-abril de 1258 falleció)
- Thomas O'Connor † (1259-junio de 1279 falleció)
  - Sede vacante (1279-1286)
- Stephen of Fulburn, O.F.M. † (12 de julio de 1286-3 de julio de 1288 falleció)
- William of Birmingham † (2 de mayo de 1289-enero de 1312 falleció)
- Malachy MacAeda † (19 de diciembre de 1312-10 de agosto de 1348 falleció)
- Thomas O'Carroll † (26 de noviembre de 1348-28 de febrero de 1364 nombrado arzobispo de Cashel)
- John O'Grady † (20 de noviembre de 1364-19 de septiembre de 1371 falleció)
- Gregory † (7 de mayo de 1372-1384 falleció)
  - Gregory O'Moghan † (1384-1385 depuesto) (ilegítimo)
- William O'Cormacan † (5 de mayo de 1386-27 de enero de 1393 nombrado obispo de Clonfert)
- Maurice O'Kelly † (27 de enero de 1393-29 de septiembre de 1409 falleció)
- John Babynge, O.P. † (1409-circa 1427 falleció)
  - Cornelius, O.F.M. † (7 de octubre de 1411-?) (antiobispo)
- John Bsterley (o Barley), O.P. † (7 de junio de 1430-1437 falleció)
- Thomas O'Kelly, O.P. † (15 de junio de 1438-1441 falleció)
- John Burke (de Burgo) † (9 de octubre de 1441-1450 falleció)
- Donat O'Muregeid, O.S.A. † (2 de diciembre de 1450-17 de enero de 1484 falleció)
- William Joyce † (16 de mayo de 1485-28 de diciembre de 1501 falleció)
- Philip Pinson, O.F.M. † (diciembre de 1503-?)
- Walter Blake † (6 de abril de 1506-? falleció)
- Maurice O'Fihely, O.F.M. † (26 de junio de 1506-25 de marzo de 1513 falleció)
- Thomas O'Mullaly † (19 de junio de 1514-28 de abril de 1536 falleció)
- Arthur O'Frigil † (7 de octubre de 1538-? depuesto)
- Christopher Bodykin † (1555-febrero de 1573 falleció)
  - Sede vacante (1573-1580)
- Nicholas Skerret † (17 de octubre de 1580-1583 falleció)
  - Sede vacante (1583-1586)
- Miler O'Higgens † (23 de marzo de 1586-1590 falleció)
- James O'Healy † (20 de marzo de 1591-25 de septiembre de 1595 falleció)
  - Sede vacante (1595-1609)
- Florentius Conry, O.F.M.Obs. † (30 de marzo de 1609-16 de noviembre de 1629 falleció)
- Malachy O'Queely † (22 de abril de 1630-17 o 24 de octubre de 1645 falleció)
- John De Burgo † (11 de marzo de 1647-4 de abril de 1667 falleció)
- James Lynch † (8 de marzo de 1669-31 de octubre de 1713 falleció)
- Francis Burke † (31 de octubre de 1713 por sucesión-de septiembre de 1723 falleció)
- Bernard O'Gara † (23 de diciembre de 1723-junio de 1740 falleció)
- Michael O'Gara † (19 de septiembre de 1740-1748 falleció)
- Mark Skerret † (5 de mayo de 1749-antes del 19 de septiembre de 1785 falleció)
- Philip Phillips † (22 de noviembre de 1785-antes del 3 de diciembre de 1787 falleció)
- Boetius Egan † (4 de enero de 1788-antes del 25 de enero de 1798 falleció)
- Edward Dillon † (19 de noviembre de 1798-30 de agosto de 1809 falleció)
- Oliver O'Kelly † (4 de octubre de 1814-18 de abril de 1834 falleció)
- John MacHale † (21 de julio de 1834-4 de noviembre de 1881 falleció)
- John MacEvilly † (7 de noviembre de 1881 por sucesión-26 de noviembre de 1902 falleció)
- John Healy † (13 de febrero de 1903-19 de marzo de 1918 falleció)
- Thomas Patrick Gilmartin † (10 de julio de 1918-15 de octubre de 1939 falleció)
- Joseph Walsh † (16 de enero de 1940-31 de enero de 1969 retirado[nota 1])
- Joseph Cunnane † (31 de enero de 1969-11 de julio de 1987 retirado)
- Joseph Cassidy † (22 de agosto de 1987-28 de junio de 1994 renunció)
- Michael Neary (17 de enero de 1995-10 de noviembre de 2021 retirado)
- Francis Duffy, desde el 10 de noviembre de 2021